# Бањо (Прато)
Бањо (итал. Bagno) је насеље у Италији у округу Прато, региону Тоскана.
Према процени из 2011. у насељу је живело 58 становника. Насеље се налази на надморској висини од 159 м.